# أوكسانا أندرسون
أوكسانا أندرسون (بالسويدية: Oksana Wilhelmsson)‏ هي عارضة سويدية، ولدت في 2 يوليو 1984 في الاتحاد السوفيتي.

## وصلات خارجية
- الموقع الرسمي